# Ragnar Wickström
Ragnar Wickström (Mikkeli, 12 novembre 1892 – 25 dicembre 1950) è stato un calciatore finlandese, di ruolo centrocampista.

## Carriera

### Nazionale
Ha collezionato 17 presenze con la propria Nazionale.